# Oh, Lady, Lady
Oh, Lady, Lady er en amerikansk stumfilm fra 1920 af Maurice Campbell.

## Medvirkende
- Bebe Daniels som Mary Barber
- Harrison Ford som Hale Underwood
- Walter Hiers som Willoughby Finch
- Charlotte Woods som Molly Farringdon
- Lillian Langdon som Mrs. Farringdon
- Jack Doud som Alec Smart
- Barbara Maier